# حق الارتفاق والمحافظة

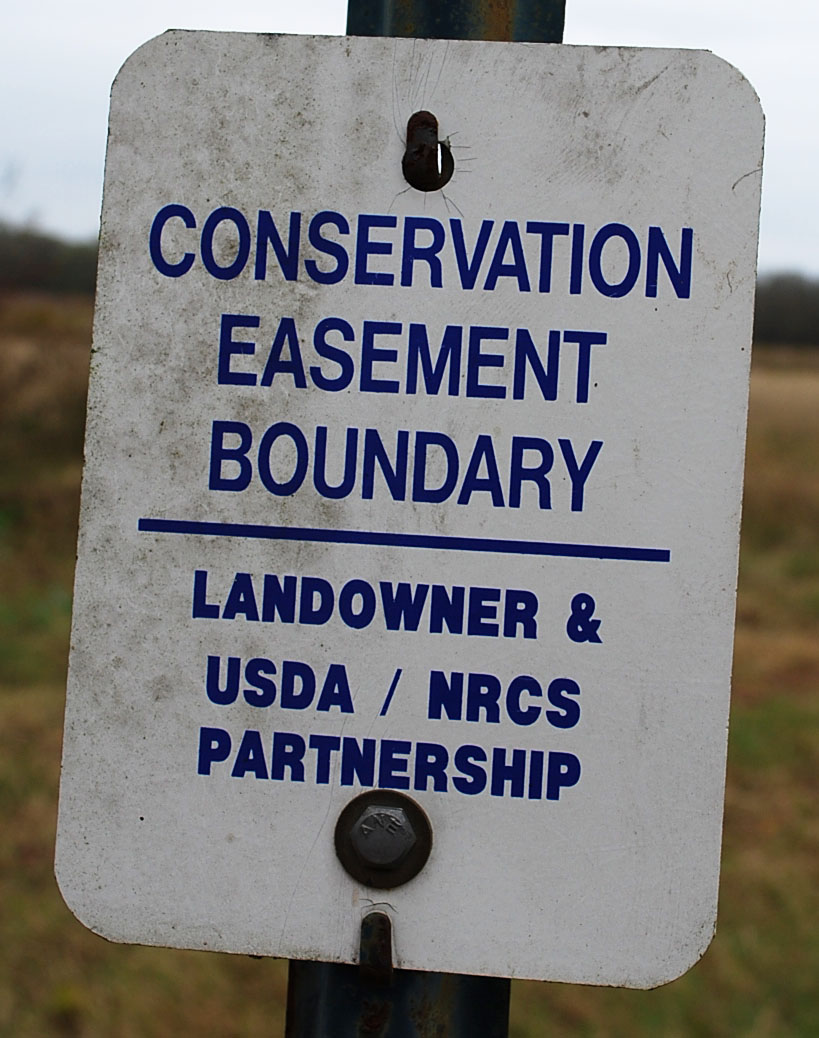

في الولايات المتحدة، حق الارتفاق والمحافظة (بالإنجليزية: Conservation easement)‏، هي اتفاقيات طوعية، ملزمة قانوناً وتَحُدُّ من حقوق ملاك الأراضي في استعمال الممتلكات أو جزء منها في استخدامات معينة. الأرض التي تدخل في إطار اتفاق الارتفاق والمحافظة تبقى مملوكة للقطاع الخاص، ومعظم حقوق الارتفاق دائمة. وهذا ينطبق على أصحاب الأرض الحاليين والمستقبليين.